# Banyuresmi (Karangtengah)
Banyuresmi is een bestuurslaag in het regentschap Garut van de provincie West-Java, Indonesië. Banyuresmi telt 6673 inwoners (volkstelling 2010).